# 松本七郎
松本 七郎（まつもと しちろう、1911年11月15日 ‐ 1990年5月15日）は、日本の政治家。元衆議院議員（11期）。

## 経歴
福岡県北九州市出身。実業家・松本健次郎の七男。1937年、慶應義塾大学法学部政治科を卒業。同大法学部助手、高等部講師、時事新報記者、黒崎窯業社員を経て1946年、戦後初の総選挙で福岡2区から初当選した。日本社会党では教宣局長、国際局長などに就いた。
1949年、妻であった松尾千代子と離婚。松尾は文化放送でプロデューサーを務めながら引き取った子供を育てた。
日本社会党に属し、1960年の安保国会では飛鳥田一雄・石橋政嗣・岡田春夫・戸叶里子らとともに「安保7人衆」の一人として政府追及の先頭に立った。

## 年譜
- 1946年（昭和21年）-第22回衆議院議員総選挙初当選
- 1947年（昭和22年）-第23回衆議院議員総選挙当選（2期目）
- 1948年（昭和23年）-第24回衆議院議員総選挙当選（3期目）
- 1952年（昭和27年）-第25回衆議院議員総選挙当選（4期目）
- 1953年（昭和28年）-第26回衆議院議員総選挙次点
- 1955年（昭和30年）-第27回衆議院議員総選挙当選（5期目）
- 1958年（昭和33年）-第28回衆議院議員総選挙当選（6期目）
- 1960年（昭和35年）-第29回衆議院議員総選挙当選（7期目）
- 1962年（昭和37年）-衆議院外務委員会理事
- 1963年（昭和38年）-第30回衆議院議員総選挙当選（8期目）
- 1965年（昭和40年）-衆議院日本国と大韓民国との間の条約及び協定等に関する特別委員会理事
- 1966年（昭和41年）-日本対外文化協会理事長（会長は松前重義）
- 1967年（昭和42年）-第31回衆議院議員総選挙当選（9期目）
- 1969年（昭和44年）-第32回衆議院議員総選挙当選（10期目）
- 1972年（昭和47年）-第33回衆議院議員総選挙次点
- 1975年（昭和50年）-北九州市長選挙次点
- 1976年（昭和51年）-第34回衆議院議員総選挙当選（11期目）
- 1979年（昭和54年）-第35回衆議院議員総選挙次々点
- 1980年（昭和55年）-第36回衆議院議員総選挙次々点
- 1982年（昭和57年）-勲一等瑞宝章受章

## 親族
- 祖父 安川敬一郎（実業家・男爵）
- 兄 松本馨（早稲田大学教授・東海大学教授）